# Jacksonville Jaguars
Jacksonville Jaguars – zawodowy zespół futbolu amerykańskiego z siedzibą w Jacksonville, w stanie Floryda. Drużyna jest obecnie członkiem Dywizji Południowej konferencji AFC ligi NFL.

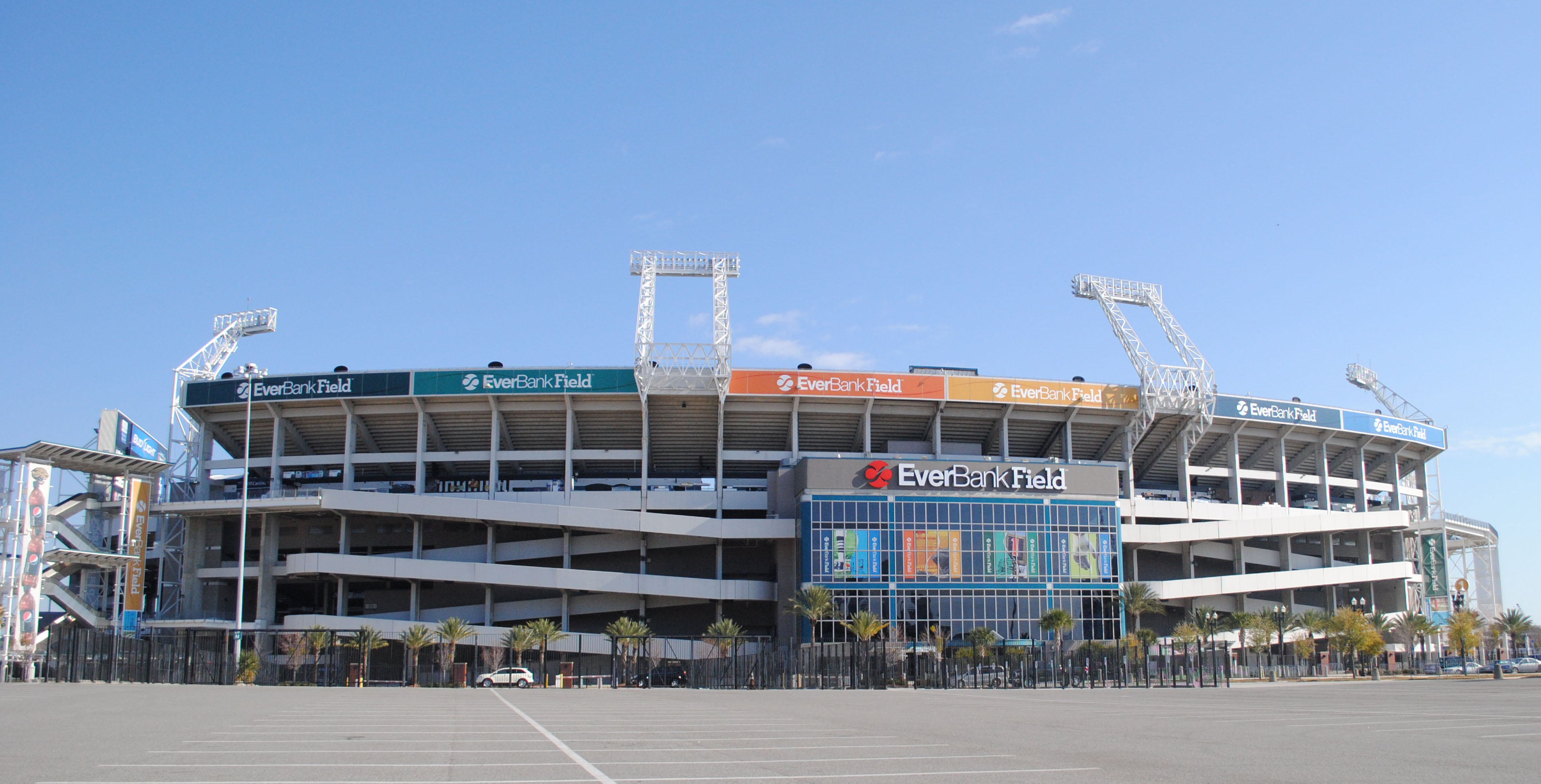
Stadion drużyny

Jaguars dołączyli do ligi w roku 1995, razem z Carolina Panthers, jako drużyny rozszerzające NFL.

## Linki zewnętrzne

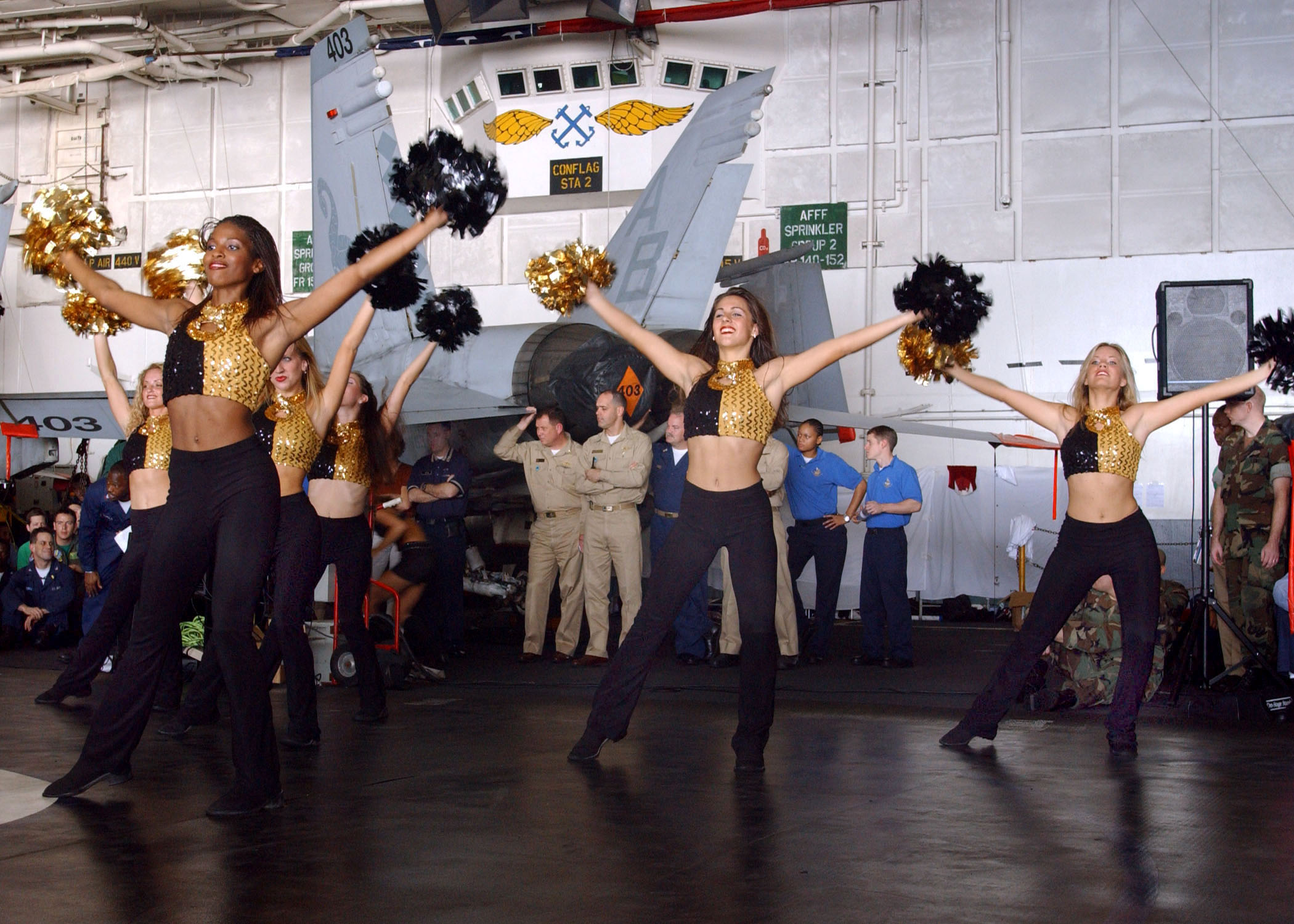
Występ cheerleaderek zespołu